# Meteorologie
Meteorologia este disciplina care se ocupă de studiul fenomenelor atmosferice, având ca obiect în special procesele climatice, precipitații, temperatură, curenți de aer, descărcările fulgere și prognoza lor.
Este știința care se ocupă cu studiul învelișului atmosferic al Pământului și al proceselor din cuprinsul său. Activitatea în domeniu implică cercetarea condițiilor și fenomenelor meteorologice ; prelevarea, analizarea, evaluarea și interpretarea datelor meteorologice pentru prevederea vremii și determinarea condițiilor climatice specifice unor diferite regiuni geografice ; dezvoltarea de noi teorii meteorologice sau îmbunătățirea unora existente; dezvoltarea de noi metode, tehnici și instrumente meteorologice sau îmbunătățirea acestora.
Meteorologia este definită și ca ramură a geofizicii care se ocupă cu studiul proprietăților atmosferei și cu fenomenele care au loc în aceasta.